# Zhoushang (sockenhuvudort i Kina, Jiangxi Sheng, lat 28,00, long 115,41)
Zhoushang är en sockenhuvudort i Kina. Den ligger i provinsen Jiangxi, i den sydöstra delen av landet, omkring 88 kilometer sydväst om provinshuvudstaden Nanchang. Antalet invånare är 30 597. Befolkningen består av 15 355 kvinnor och 15 242 män. Barn under 15 år utgör 19,0 %, vuxna 15-64 år 70 %, och äldre över 65 år 9,0 %.
Runt Zhoushang är det ganska tätbefolkat, med 239 invånare per kvadratkilometer. Närmaste större samhälle är Sanhu, 9,2 km söder om Zhoushang. Trakten runt Zhoushang består till största delen av jordbruksmark.
Genomsnittlig årsnederbörd är 2 066 millimeter. Den regnigaste månaden är juni, med i genomsnitt 330 mm nederbörd, och den torraste är oktober, med 24 mm nederbörd.